# Xenix
Xenix foi uma versão de Unix sistema operacional, licenciado pela Microsoft da AT&T na década de 1970. A Santa Cruz Operation (SCO) mais tarde adquiriu direitos exclusivos do software, e finalmente começou a distribui-lo como SCO UNIX.

## História
O Xenix foi uma versão de unix que a Microsoft pretendia usar em microcomputadores; desde que a Microsoft não foi capaz de licenciar o próprio "UNIX", eles deram a ele um nome original.  A terminação -ix segue uma convenção usada por muitos outros sistemas operacionais similares ao Unix.
Microsoft comprou uma licença para a Unix Versão 7 da AT&T em 1979, e anunciou em 25 de Agosto de 1980 que ele seria disponível para o mercado de microcomputadores de 16-bit.
A variação do Xenix em sua sétima edição se origina da incorporação de elementos da BSD, e logo possuía a mais extensamente base instalada de qualquer tipo de Unix devido à popularidade e o baixo custo do processador x86, mesmo embora a portagem criada pela Corporação Tandy computadores provasse ser mais robusta.
A Microsoft não vendia o Xenix diretamente aos usuários finais; em vez disso, eles licenciavam o software em OEMs como a Intel, Tandy, Altos e SCO, que então os portava para a sua própria arquitetura de computadores proprietária. O Microsoft Xenix originalmente executava em PDP-11; a primeira portagem foi para o Zilog processador Z8001 de 16-bit . A Altos enviou uma versão dos seus computadores em meados de 1982, Tandy Corporation enviou o TRS-XENIX para os seus sistemas  baseado em 68000 em Janeiro de 1983, e a SCO liberou a sua portagem para o processador Intel 8086 em Setembro de 1983. Uma portagem do 68000-baseado no Apple Lisa também existia. Ao mesmo tempo, a Xenix era baseada no AT&T's UNIX System III.
A Versão 2.0 do Xenix foi liberado em 1985 e era baseado em UNIX System V. Um atualização numerada de 2.1.1 adicionou o suporte ao processador Intel 80286. As versões subsequentes aumentavam a compatibilidade com o System V.
Quando a Microsoft fez um acordo com a IBM para desenvolver o OS/2, ela perdeu seu interesse em promover o Xenix. Em 1987 Microsoft vendeu a licença do Xenix para a SCO em um acordo que deixou a Microsoft proprietária de 25% da SCO. Quando a Microsoft finalmente perdeu seu interesse no OS/2 também, ela baseou sua estratégia no Windows NT.
Em 1987, a SCO portou o Xenix para os processadores 386, um chip de 32-bit. A Xenix 2.3.1 introduziu o suporte ao i386, SCSI e TCP/IP.
A Microsoft continuou a usar o Xenix internamente, submetendo uma correção para suportar a funcionalidade em UNIX para o AT&T em 1987, que vazou para o código de base de ambos o Xenix e o SCO UNIX. Microsoft diz ter usado o Xenix em estações de trabalho Sun e VAX minicomputadores amplamente dentro da empresa desde 1992. 
Em meados de 1980, Xenix era, de acordo com o setor de projeto e Implementação de sistemas operacionais da 4.3BSD UNIX, “provavelmente a versão a mais difundida do sistema operacional UNIX, de acordo com o número das máquinas em que ele funciona”.
SCO ramificou o Xenix em SCO UNIX em 1989. Neste ínterim, a AT&T terminou sua fusão do Xenix, DEB, SunOS e sistema V no System V Release 4. O UNIX da SCO foi baseado ainda sobre System V Release 3, mas tinha as mesmas funcionalidades da versão 4. A última versão do Xenix foi a 2.3.4.

## Trusted Xenix
Trusted Xenix foi uma variante desenvolvida pela Trusted Information Systems que incorporou o modelo Bell-LaPadula de multi-níveis de segurança, e tinha uma interface de multi-nível de segurança para o STU-III device para segurança de comunicações (isto é, uma conexão STU-III seria somente disponível às aplicações que funcionam no mesmo nível do privilégio que a chave carregada no STU-III).
Ele foi avaliado pelos métodos formais e conseguiu atingir o nivel B2 de segurança nos critérios confiança para a avaliação de sistemas computatorizados da NSA - a segunda melhor avaliação até hoje atingida por um sistema operacional. A versão 2.0 foi liberada em janeiro 1991, em versão 3.0 em abril 1992, e em versão 4.0 em setembro 1993. Ela era ainda usada pelo menos até à data de 1995.